# آنا لوبيز
آنا لوبيز هي عداءة سريعة كوبية، ولدت في 28 أغسطس 1982.

## وصلات خارجية
- آنا لوبيز على موقع الاتحاد الدولي لألعاب القوى (الإنجليزية)
- آنا لوبيز على موقع أوليمبيديا (الإنجليزية)